# Francesco Martorelli
Francesco Martorelli (Cosenza, 6 gennaio 1929 – Cosenza, 8 dicembre 2008) è stato un politico italiano.

## Biografia
Avvocato ed esponente del PCI calabrese; è stato consigliere comunale provinciale a Cosenza, consigliere regionale e vicepresidente del consiglio regionale della Calabria.
Viene eletto deputato per due legislature (restando in carica dal 1976 al 1983) e poi senatore della Repubblica (dal 1983 al 1987).
Muore nel dicembre 2008, poche settimane prima di compiere 80 anni.